# Л’Аллемань, Фриц

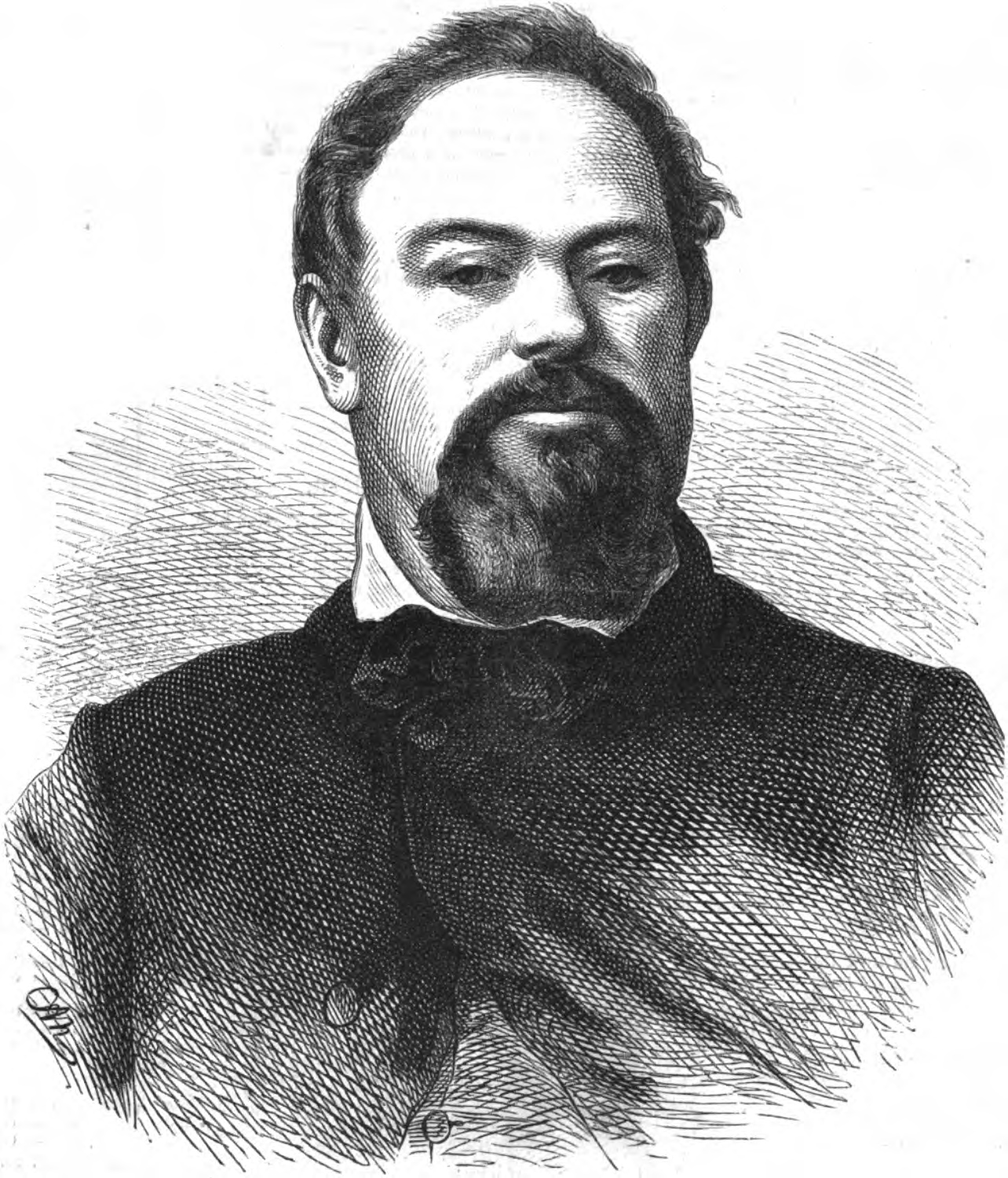
Фриц Л'Аллемань (рисунок Адольфа Ноймана)

Фридрих Вильгельм Л’Аллемань (нем. Friedrich Wilhelm L’Allemand, также Fritz L’Allemand, * 24 мая 1812 г. Ханау; † 20 сентября 1866 г.  Вена) - австрийский художник, мастер исторического жанра.

## Жизнь и творчество
Родился в семье художников и гравёров с давними творческими традициями. Ещё дед мальчика, Конрад Маркус Христиан был гравёром, как и его отец, Зигмунд Вильгельм Кристоф (1774-1856). Художниками, медальерами и гравёрами были и братья Фрица - Конрад (1809-1880), работавший во Франкфурте-на-Майне и в Ганновере, и Тадеус (1810-1872) - в Вене. В возрасте 14 лет вместе с родителями переезжает из Германии в Вену. В австрийской столице получил среднее образование, с 1827 года учится в венской Академии изящных искусств, среди его учителей - такие мастера, как Иоганн Петер Крафт, Йозеф Клибер и Йозеф фон Фюрих. Начинает профессиональную деятельность как живописец с 1835 года. До 1838 работает в мастерской Фридриха Шильхера.
В 1849 году вступает в брак в Вене с Марией Анной Бруннер. Эта пара имела двоих сыновей, которые, однако, умерли в раннем возрасте.
В начале своей карьеры живописца Фридрих Л'Аллемань посвящает много времени портретной и жанровой живописи, однако позднее концентрирует своё внимание на темах батальных и исторических. Причиной для этого послужили события современных ему революции в Австрии в 1848-1849 годах, восстания в 1849 года в Северной Италии, наполеоновские войны начала XIX столетия. Был также талантливым иллюстратором, знатоком военной униформы различных родов войск. Полотна Фридриха Л'Аллеманя, посвящённые сражениям австрийских войск, пользовались большим успехом у императора Австрийского Франца-Иосифа I. Ряд картин художника находятся в собрании венского Музея военной истории. Другие его работы хранятся в венском дворце Шёнбрунн.
С 1848 года Фридрих Л’Аллемань является членом австрийской Академии (советник академии), с 1861 года - член венского Художественного общества (Künstlerhaus Wien) Племянник его, Зигмунд Л’Аллемань, также известный живописец, был в юности учеником своего дяди Фридриха Л’Аллеманя.

## Галерея

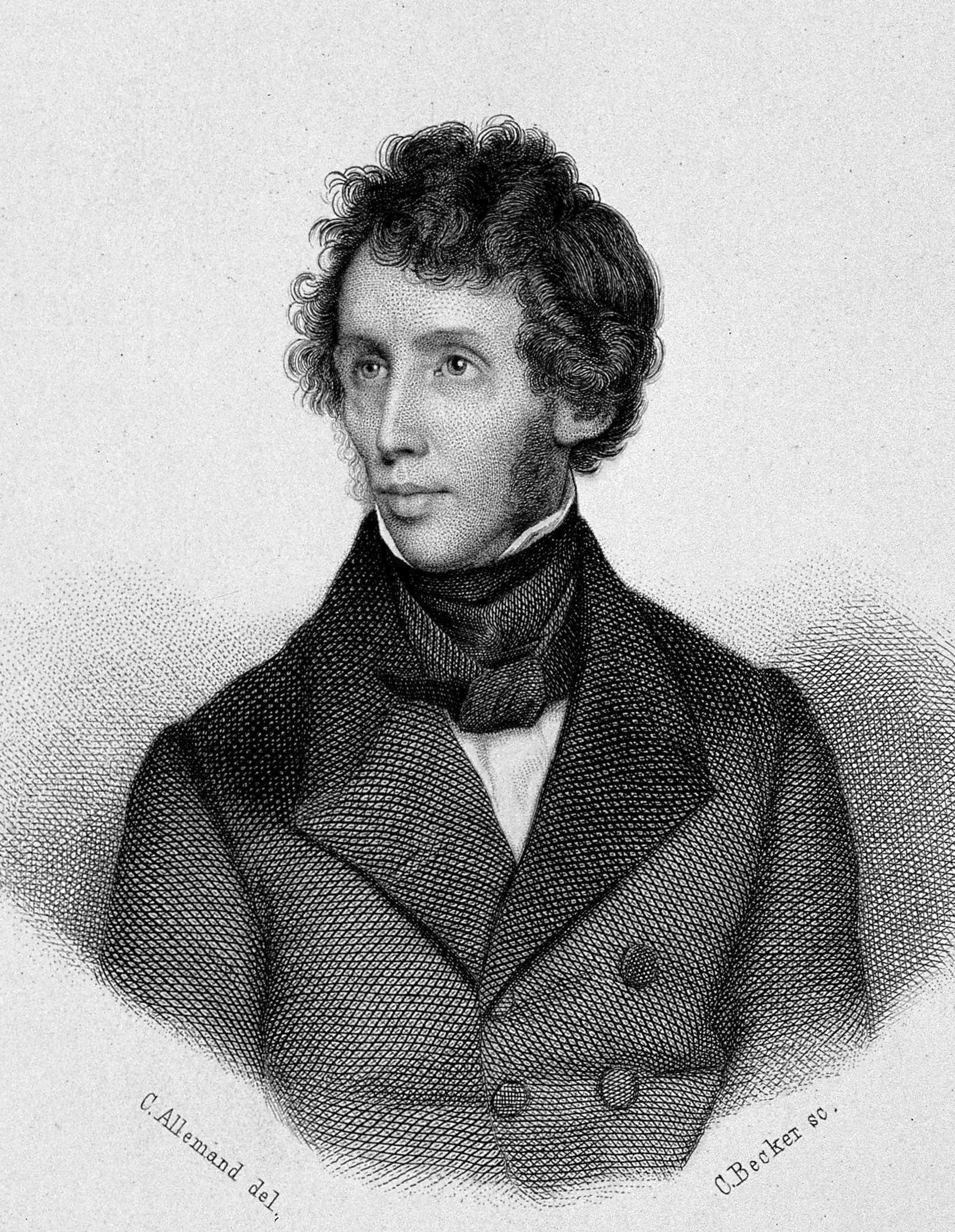
Портрет Фридриха Вёлера (1841)
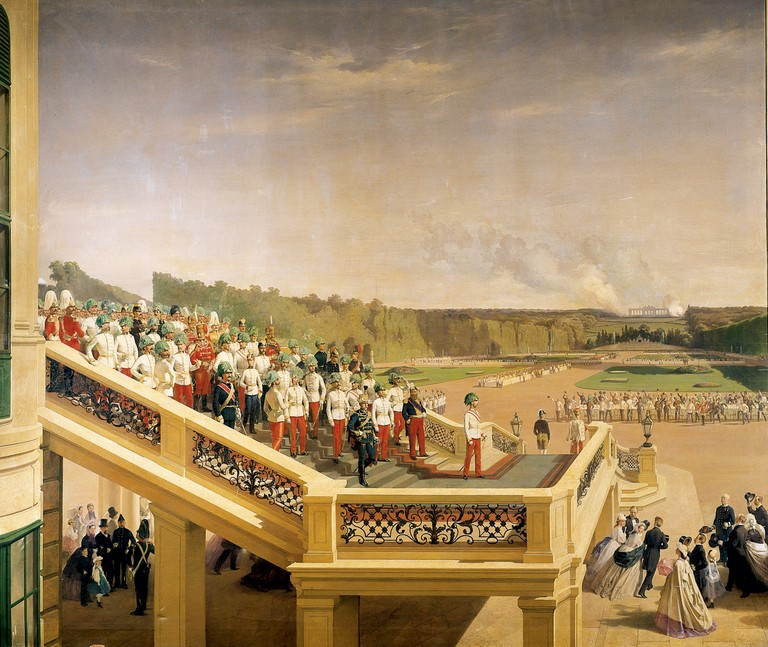
Император Франц Иосиф I на праздновании столетнего юбилея основания военного Ордена Марии-Терезии (1857)
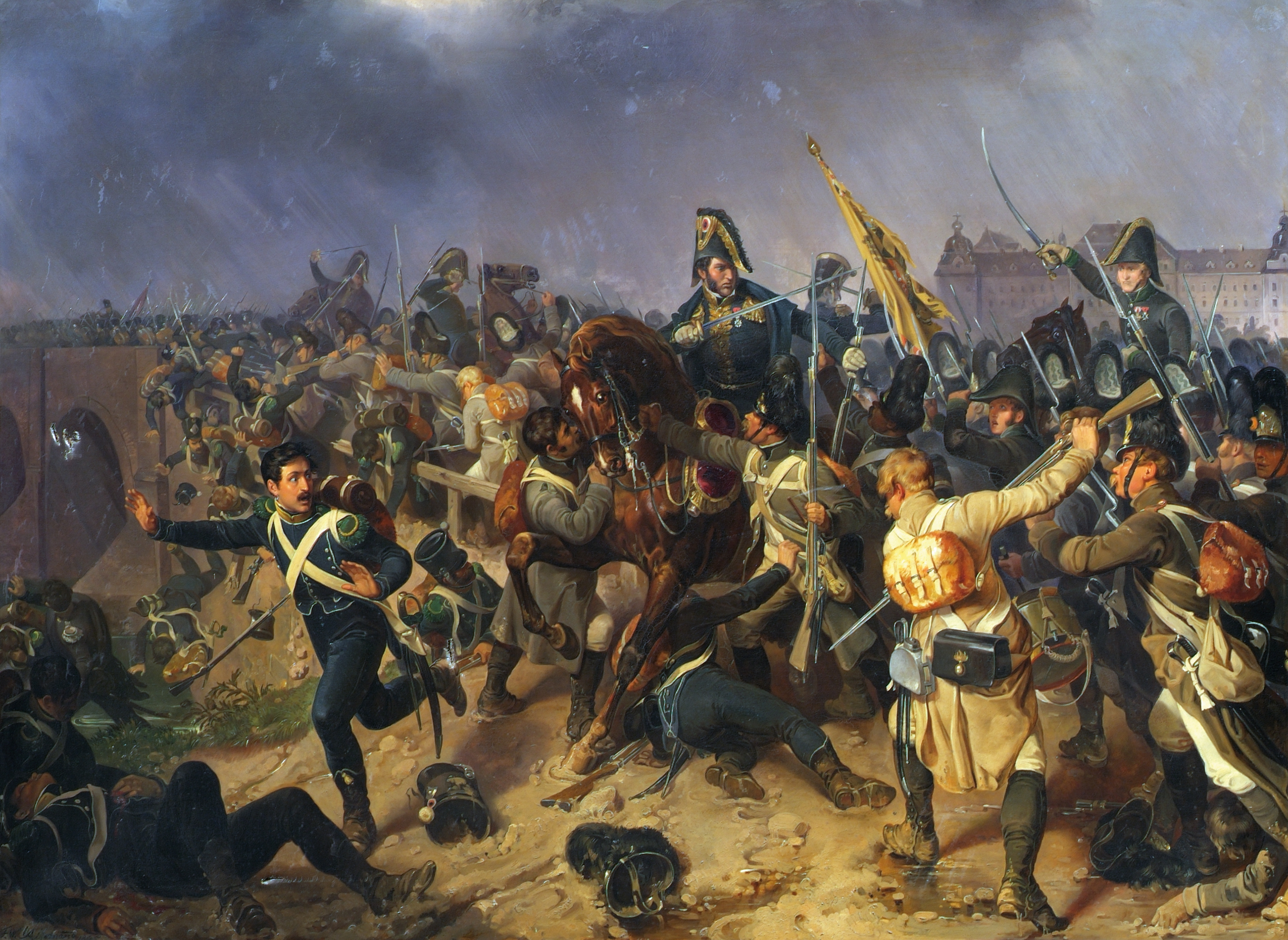
Сражение у Цнаума, 1809 год
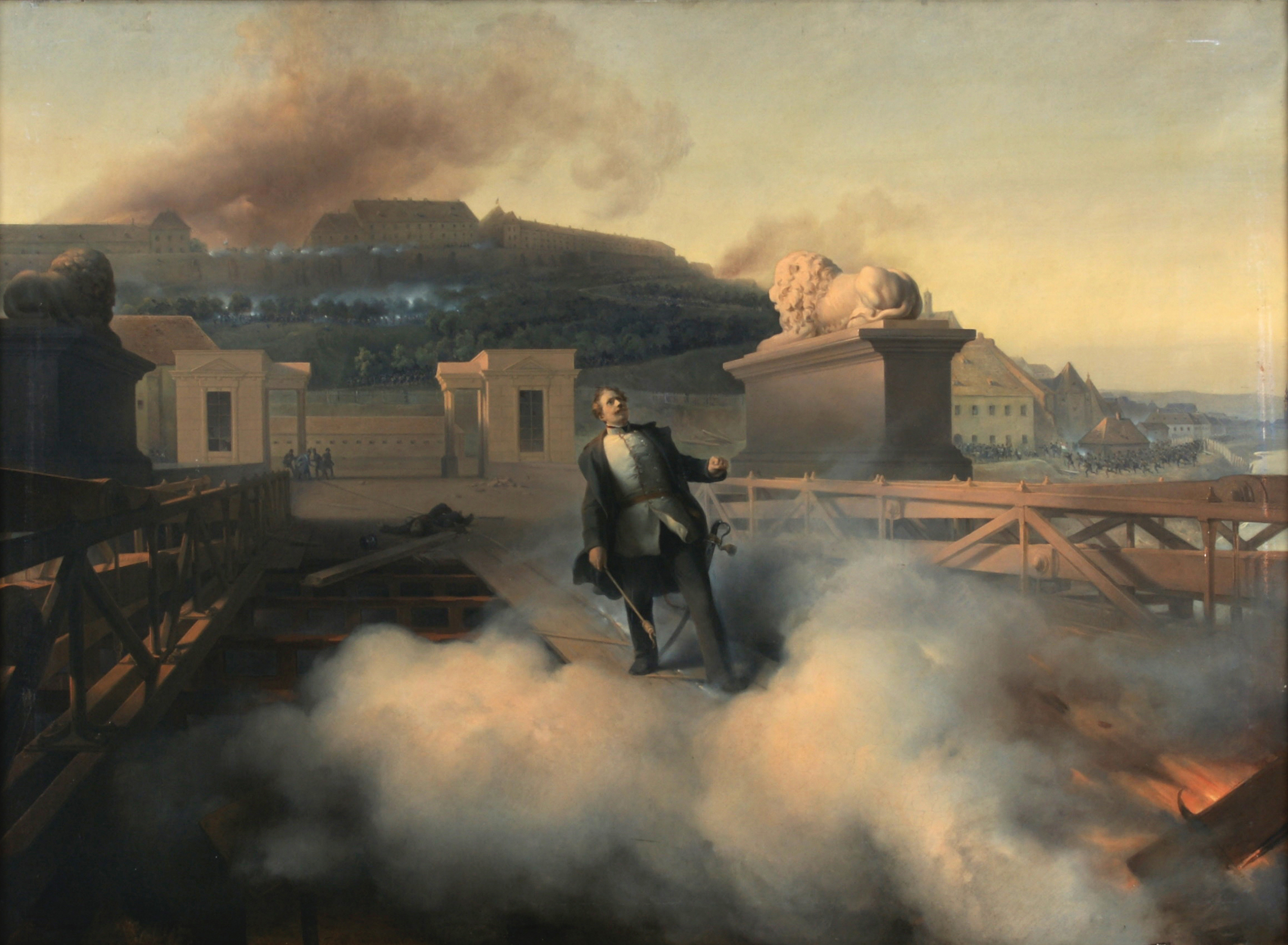
Полковник Анлок на будапештском мосту
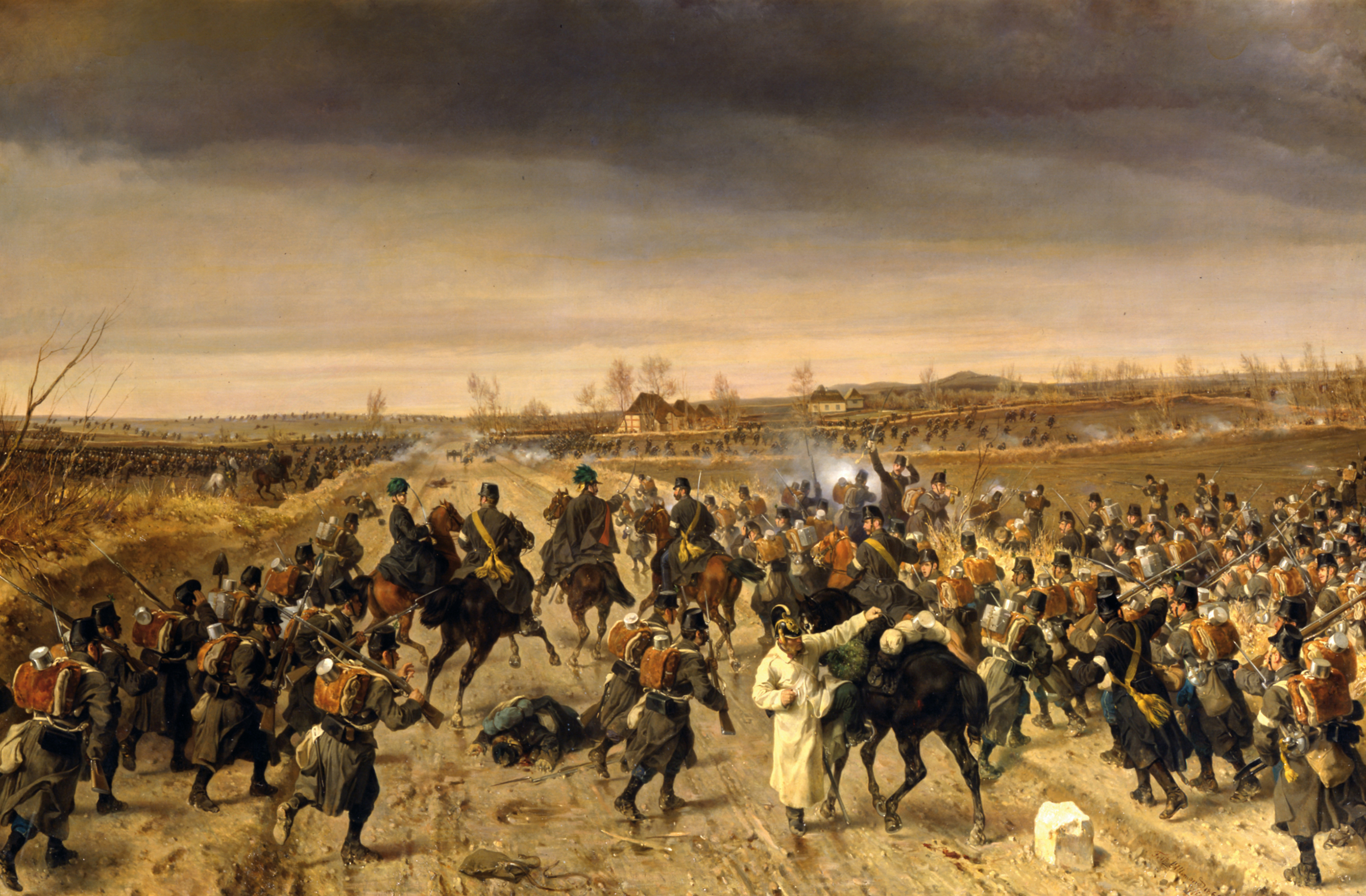
Битва при Оберзельке 3 февраля 1864 года